# Werner Kortwich
Adolf Johann Werner Kortwich (* 14. Mai 1898 in Berlin; † 28. März 1966 ebenda) war ein deutscher Schriftsteller, Journalist, Übersetzer, Drehbuchautor, Filmproduzent, Dramaturg und Filmregisseur.

## Leben und Wirken
Kortwich hatte zur Zeit der Weimarer Republik als Journalist gearbeitet und sich vor allem als Filmkritiker hervorgetan. Zu Beginn des Dritten Reichs erfuhr seine Karriere beträchtlichen Schub. Er bearbeitete zunächst 1934 das Drehbuch des NS-kritischen Schriftstellerkollegen und späteren Emigranten Ludwig von Wohl zu Reinhold Schünzels Publikums- und Kritikerhit Die englische Heirat, ehe er gegen Ende desselben Jahres erstmals selbst als Drehbuch-(Co-)Autor wirken durfte. Bereits im Jahr darauf diente er sich den braunen Machthabern an und verfertigte für die Reichspropagandaleitung der NSDAP, Hauptamt Film, das Manuskript zu dem offensiv antikommunistischen Bauern- und Landdrama Friesennot. Regie führte der weitgehend filmunerfahrene Reichsfilmdramaturg von Goebbels’ Gnaden, Willi Krause (unter dem Pseudonym Peter Hagen). „Vielleicht wäre aus Friesennot ein besserer Film geworden, wenn Krause alias Hagen und sein Autor nicht so viele Propagandapunkte abarbeiten müssten“, resümierte 2010 der Autor Hans Schmid. Friesennot erschien auch in Buchform (als Novelle).
Infolge der wohlwollenden Aufnahme dieses Werks bei Goebbels und Hitler blieb Kortwich, der zwischendurch als Angestellter der Filmkreditbank ein weiteres Arbeitsfeld gefunden hatte, dem Filmgeschäft bis 1945 verbunden. Ab 1938 war er zwei Jahre lang als Produktions- bzw. Herstellungsleiter bei verschiedenen Gesellschaften wie der Majestic-Film, für die er den Publikumshit Tanz auf dem Vulkan mit Gustaf Gründgens produzierte, und der Tobis tätig. 1940 stellte Kortwich mit zwei Kollegen einen stark propagandistisch gefärbten Dokumentarfilm über die siegreichen Westfeldzüge der Wehrmacht her. Von 1941 bis 1944 arbeitete er als Dramaturg der Prag-Film im deutsch-besetzten Protektorat Böhmen und Mähren.
Trotz zeitweise intensiver Tätigkeit für den Film blieb die Schriftstellerei Kortwichs Hauptbetätigungsfeld, vor allem nach 1945, als er kaum mehr für den Film tätig wurde. So hat Kortwich, neben Friesennot, eine Reihe weiterer Bücher veröffentlicht -- überwiegend Romane und Erzählungen mit Schmöker-Charakter für ein breites Publikum: Kampf um Fort Dawson, Männer um vierzig, Filmbrevier, Hufschläge in der Nacht, Sturmwarnung und Die Haifisch-Bucht. Darüber hinaus übersetzte er eine Reihe von Büchern anglo-amerikanischer Autoren ins Deutsche. Eine Auswahl: Saul Coopers Meine Geisha, John D. MacDonalds Eine Stunde für den Mörder, John Tessitores Ein Hauch von Nerz, Marvin H. Alberts Ein Ehebett zur Probe, Joseph Hiltons Das Mädchen aus Paris, Charles Williams’ Der Diamanten-Bikini, Anthony Nuttings Lawrence, Held von Arabien, Bernard Glemsers In angenehmer Gesellschaft, Jeffrey K. Gardners Cleopatra und Chandlers Brossards Ein Amerikaner in Rom. Zahlreiche dieser Bücher dienten als Vorlage für amerikanische Kinofilme.
Werner Kortwich, der nach dem Krieg bis zu seinem Tode in Berlin-Neuwestend gelebt hatte, war Vater von drei Kindern. Einer von ihnen war der Tonmeister Gunther Kortwich.

## Filmografie
- 1934: Die englische Heirat (Drehbuchbearbeitung)
- 1934: Der Schlafwagenkontrolleur (Drehbuchmitarbeit)
- 1935: Friesennot (Drehbuch)
- 1938: Tanz auf dem Vulkan (Herstellungsgruppenleitung)
- 1938: Spaßvögel (Herstellungsleitung)
- 1939: Tip auf Amalia (Produktionsleitung)
- 1940: Sieg im Westen (Propagandadokumentarfilm, Mitregie)
- 1952: Der Kampf der Tertia (Drehbuchmitarbeit)